# Jean-Claude Wolf

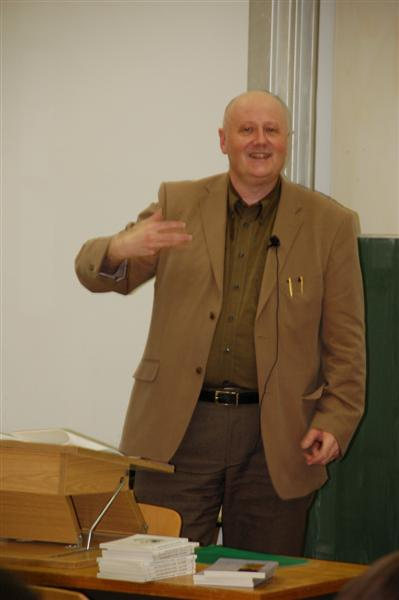
Jean-Claude Wolf

Jean-Claude Wolf (* 14. Dezember 1953 in Davos) ist ein Schweizer Philosoph. Er war Professor für Ethik und politische Philosophie an der Universität Freiburg (Schweiz).

## Leben
Nach dem Besuch des Gymnasiums in Winterthur studierte Wolf von 1973 bis 1979 in Zürich, Bern und Heidelberg Philosophie, Germanistik und Literaturkritik. Seine Promotion (1983) und Habilitation (1990) erfolgten an der Universität Bern. Von 1993 bis 2018 war er Ordinarius für Ethik und Politische Philosophie an der Universität Freiburg.
Wolfs Arbeitsgebiete sind u. a. Angewandte Ethik, Rechtsphilosophie, Utilitarismus und Liberalismus. Er gilt als international renommierter Theoretiker der Tierrechtsbewegung. Sein 1992 erschienenes Buch Tierethik (neu aufgelegt 2005) gehört inzwischen zu den Standardwerken in der Diskussion um die ethischen Ansätze im Verhältnis Mensch-Tier.

In den letzten Jahren befasste sich Wolf in mehreren Büchern und Artikeln mit Fragen des Bösen und des Egoismus. Als Schlüsselwerk dazu diente ihm das Buch Der Einzige und sein Eigentum von Max Stirner, dessen Doktrin des Egoismus sonst meist als Apologie des destruktiven Bösen angesehen wird. Wolf kommt zu einer entgegengesetzten Beurteilung. Er sieht bei Stirner einen „konstruktiven Egoismus“, der als „Korrektiv gegen das Böse“ gerichtet ist: 

„Ich möchte diesen Egoismus rehabilitieren, der gleichsam den harten Kern der Selbstachtung bildet.“

## Schriften
- Verhütung oder Vergeltung? Einführung in ethische Straftheorien. Alber, Freiburg i.Br. 1992, ISBN 3-495-47726-8
- Tierethik. Neue Perspektiven für Menschen und Tiere. Paulus, Fribourg 1992; 2., überarbeitete Auflage, Fischer, Erlangen 2005, ISBN 3-89131-415-9
- Freiheit – Analyse und Bewertung. Passagen, Wien 1995, ISBN 3-85165-164-2
- (mit Peter Schaber) Analytische Moralphilosophie. Alber, Freiburg i.Br. 1998, ISBN 3-495-47497-8.
- Das Böse als ethische Kategorie. Passagen, Wien 2002, ISBN 3-85165-523-0
- Utilitarismus, Pragmatismus und kollektive Verantwortung. Universitätsverlag, Fribourg 1993, ISBN 3-7278-0903-5
- Eduard von Hartmann. Ein Philosoph der Gründerzeit. Königshausen & Neumann, Würzburg 2006, ISBN 3-8260-3227-6.
- (Hrsg.): Eduard von Hartmann. Zeitgenosse und Gegenspieler Nietzsches. Königshausen & Neumann, Würzburg 2006, ISBN 3-8260-3228-4.
- (Hrsg.): Eduard von Hartmann: Die Gefühlsmoral. Meiner, Hamburg 2006, ISBN 978-3-7873-1817-9.
- Egoismus von unten gegen Bevormundung von oben. Max-Stirner-Archiv – edition unica, Leipzig 2007, 2., erw. Auflage, 2008, ISBN 978-3-933287-61-8.
- Egoismus und Moral. Academic Press, Fribourg  2007, ISBN 978-3-7278-1603-1
- Das Böse. De Gruyter, Berlin / Boston 2011, ISBN 978-3-11-025085-5
- Traditioneller Tierschutz, radikaler Tierschutz und der ethische Meliorismus. TIF – tier-im-fokus.ch, 5. März 2011 (tier-im-fokus.ch).
- Pantheismus nach der Aufklärung: Religion zwischen Häresie und Poesie. Alber, Freiburg i.Br. 2013, ISBN 978-3-495-48584-2.
- (Hrsg.) Werner Moskopp, Wolf-Andreas Liebert: Die Selbstermächtigung der Einzigen. Texte zur Aktualität Max Stirners. Mit Beiträgen von Saul Newman, Maurice Schumann, Wolfgang Eßbach, Bern A. Laska, Jean-Claude Wolf.  LIT, Münster 2014, ISBN 978-3-643-12454-8
- Philosophie des Gebets. Gebetsscham und Langeweile in der Moderne. Aschendorff Verlag. 7. Mai 2020, ISBN 978-3-402-12241-9